# Heliura baleris
Heliura baleris là một loài bướm đêm thuộc phân họ Arctiinae, họ Erebidae.